# Château du Hohrupf
 (avril 2018).
Si vous disposez d'ouvrages ou d'articles de référence ou si vous connaissez des sites web de qualité traitant du thème abordé ici, merci de compléter l'article en donnant les références utiles à sa vérifiabilité et en les liant à la section « Notes et références ».
Le château du Hohrupf (ou Hohenrupf) est situé à Lautenbachzell (Haut-Rhin). Il a probablement été édifié par Berthold de Steinbronn, abbé de Murbach de 1260 à 1285, afin de protéger l'abbaye.
Un donjon rectangulaire (10 m sur 8) couronnait le sommet à 813 m d'altitude. On ignore l'époque d'abandon du château, qui servit de prison en 1444.
Le site fut utilisé comme observatoire par l'armée allemande de 1915 à 1918.